# Euristhmus
Euristhmus es un género de peces actinopeterigios marinos, distribuidos por aguas del océano Pacífico y océano Índico.

## Especies
Existen cinco especies reconocidas en este género:
- Euristhmus lepturus (Günther, 1864)
- Euristhmus microceps (Richardson, 1845)
- Euristhmus microphthalmus Murdy y Ferraris, 2006
- Euristhmus nudiceps (Günther, 1880)
- Euristhmus sandrae Murdy y Ferraris, 2006